# Coralliocaris pavonae
Coralliocaris pavonae är en kräftdjursart som beskrevs av Bruce 1972. Coralliocaris pavonae ingår i släktet Coralliocaris och familjen Palaemonidae. Inga underarter finns listade i Catalogue of Life.